# Touch (2024)
Touch (IJslands: Snerting) is een IJslands-Amerikaanse romantische dramafilm uit 2024, geregisseerd en mede geschreven en geproduceerd door Baltasar Kormákur. De film is gebaseerd op het gelijknamig boek van Ólafur Jóhann Ólafsson. De hoofdrollen worden vertolkt door Egill Ólafsson, Kōki en Palmi Kormakur. 

## Verhaal
Een weduwnaar probeert zijn eerste liefde te vinden, vijftig jaar nadat ze verdween. Het verhaal vindt plaats in het huidige Reykjavik en Tokio, en in Londen in de jaren 1960.

## Rolverdeling
| Acteur              | Personage          |
| ------------------- | ------------------ |
| Egill Ólafsson      | Kristófer          |
| Kōki                | de jonge Mako      |
| Palmi Kormakur      | de jonge Kristófer |
| Masahiro Motoki     | Takahashi-san      |
| Sigurdur Ingvarsson | Jónas              |
| Yoko Narahashi      | Miko               |
| Masatoshi Nakamura  | Kutaragi-san       |
| María Ellingsen     | Inga               |

## Productie
Touch wordt geproduceerd door RVK studios van regisseur en producer Baltasar Kormákur. De belangrijkste filmopnames vonden plaats in oktober 2022 in Londen en er werd in december gefilmd in IJsland en Japan.

## Release en ontvangst
Touch ging op 29 mei 2024 in première in IJsland en werd vanaf 12 juli in de Amerikaanse bioscopen uitgebracht. De film werd geselecteerd als IJslandse inzending voor de beste niet-Engelstalige film voor de 97ste Oscaruitreiking.